# Experiencia extracorporal

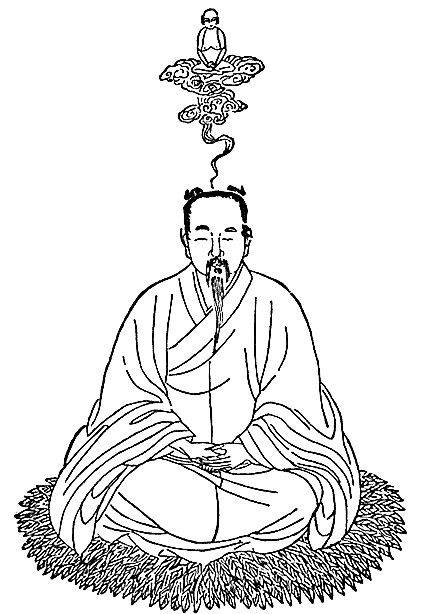
«La separación del cuerpo espiritual», ilustración en El secreto de la Flor de Oro, manual chino de alquimia y meditación.

La experiencia extracorporal es la sensación de estar flotando en el aire proyectado fuera del cuerpo. En algunos casos, los creyentes o partidarios de este fenómeno indican que la persona puede experimentar la autoscopia (posibilidad de ver su propio cuerpo desde el punto de vista de un observador externo) o incluso el poder proyectarse en otros lugares. Esta misma sensación se denomina proyección astral, viaje astral , desdoblamiento astral o proyección de la conciencia cuando se trata de un tipo de experiencia 
subjetiva (consciente o inconsciente), por la cual muchas personas dicen haber experimentado el fenómeno de una separación, «desdoblamiento» de lo que llaman el cuerpo astral (o cuerpo sutil), del cuerpo físico, entre otros.
Neurocientíficos y psicólogos consideran a este tipo de experiencias como una disociación provocada por diferentes factores psicológicos y neurológicos.

## Investigaciones
El escritor Robert Monroe publicó Far journeys, donde presenta varios relatos sobre desdoblamiento astral. Monroe desarrolló un método llamado Hemisync para inducir las proyecciones. Tras el éxito de su libro, Robert Monroe fundó el Instituto Monroe para difundir sus ideas.
En 1986, el parapsicólogo brasileño Waldo Vieira (1932-2015) publicó Projeciologia, donde registró más de 1900 casos provenientes de fuentes en 18 idiomas.
William Buhlman, en Aventuras fuera del cuerpo, investigó métodos de desdoblamiento.
Otros investigadores importantes incluyen a Charles Tart y Karlis Osis.

## Experimentos
En experimentos controlados; algunas personas fueron capaces de inducir la experiencia de manera ponderada, a través de visualizaciones dispuestas en un estado meditativo o en un sueño lúcido. La ciencia sabe relativamente poco sobre el asunto por no disponer de medios para comprobar dichas experiencias, mediante instrumentos de medición. Para la ciencia, hasta el momento, no hay ninguna evidencia de que la sensación de experiencia extracorporal se trate de una alucinación ni de lo contrario.[cita requerida]

Algunas personas que han estado cerca de la muerte dicen haber experimentado desdoblamiento astral (en el estado denominado experiencia cercana a la muerte), donde verían detalladamente el escenario en el que estarían fuera del cuerpo, incluyendo igualmente a las personas que están en él; como lo es en la mayoría de los casos, un hospital. Una vez de vuelta a la vida, en algunos casos se intenta demostrar que lo que vieron durante su experiencia ocurría en la vida real y que no había forma de que ellos lo supieran.[cita requerida]
Sin embargo, este enlace entre el viaje astral y la realidad, nunca ha sido comprobado, y los críticos indican que los experimentos realizados han demostrado, más bien, grandes incongruencias entre ambas.[cita requerida]

## Primera mención
El término EFC (experiencia fuera del cuerpo; en inglés OBE o a veces OOBE: out-of-body experience) fue introducido en 1943 por George NM Tyrrell en su libro Apariciones, y adoptado por algunos investigadores como Celia Green y Robert Monroe como concepto alternativo libre de prejuicios acerca de esta creencia, sin centrarse en etiquetas tales como «proyección astral», «viaje del alma» o «senda espiritual». Aunque el término pragmáticamente se distancia de conceptos problemáticos desde el punto de vista científico (como alma o espíritu), los científicos todavía saben muy poco sobre el fenómeno de las experiencias extracorporales.
Algunos investigadores recrearon experiencias extracorpóreas en estudios de laboratorio mediante la estimulación de ciertas partes del cerebro humano.
Según Susan Blackmore, una de cada diez personas ha experimentado una o más veces, una experiencia fuera del cuerpo a lo largo de su vida.
Las EFC son a menudo parte de las experiencias cercanas a la muerte. Los que experimentan EFC a veces afirman haber descubierto detalles, que eran desconocidos para ellos antes de la experiencia.
En algunos casos el fenómeno parece ocurrir de manera espontánea, en otros se asocia con un trauma físico o mental, circunstancias de peligro que crean estrés intenso, deshidratación, estados de coma, experiencias cercanas a la muerte, estados de ensoñación, sueño profundo, cansancio extremo, privación sensorial, sobrecarga sensorial, uso de drogas psicodélicas, psicotrópicas, disociativas y enteógenas. Se han desarrollado muchas técnicas orientadas a inducir la experiencia de forma deliberada, como la visualización, estados de relajación y meditación.
Recientes estudios (2007) han demostrado que experiencias similares a las EFC pueden ser inducidas mediante la estimulación eléctrica del cerebro (en particular la unión temporoparietal). Algunos de los que experimentan EFC afirman que las experiencias han sido producidas por su propia voluntad, mientras que otras informan que se han visto súbitamente expulsados fuera de sus cuerpos (generalmente precedido por una sensación de parálisis). En otros casos, fueron conscientes de estar fuera del cuerpo después de los hechos cuando los experimentadores observaron su propio cuerpo físico casi por accidente.
Algunos neurólogos han sospechado que el evento se desencadena por una falta de coincidencia entre las señales visuales y táctiles. Para ello se utilizó una recreación de realidad virtual para simular una EFC. El sujeto miraba a través de gafas y veía a su propio cuerpo proyectado por delante, ya que parece que un observador en reposo estuviera detrás de él. El experimentador entonces tocaba al sujeto al mismo tiempo con una varilla, y la sensación que describían eran que la imagen virtual era la que experimentaba la sensación táctil.
El experimento creó la ilusión de estar por detrás y fuera del propio cuerpo. Sin embargo, los críticos y el propio experimentador tuvieron en cuenta que el estudio no llegó a replicar en toda regla todas las características de las experiencias fuera del cuerpo.

## Tipos de EFC

### Espontáneas

#### Durante o cerca del sueño
Son aquellas experiencias fuera del cuerpo que se experimentan cerca del estado de ensoñación, antes o después, asociadas a veces a sueños lúcidos, aunque otros tipos de experiencias inmediatas y espontáneas también se informan. Un gran porcentaje de estos casos se refieren a situaciones en que el sueño no era particularmente profundo (debido a una enfermedad, ruidos de otras habitaciones, estrés emocional, sueño irregular con frecuentes despertares, etc.). En la mayoría de estos casos, los sujetos luego adquirían la conciencia de haber despertado del sueño y cerca de la mitad de ellos experimentaron parálisis del sueño.

#### Experiencias cercanas a la muerte
Las experiencias cercanas a la muerte (ECM) son otra forma de experimentar una EFC. Algunos sujetos afirman haber tenido una EFC en momentos de graves traumas físicos, como ahogamientos, accidentes o cirugías.[cita requerida]

#### Otras
En el mismo sentido que las ECM, realizar grandes esfuerzos físicos, durante actividades como la escalada a gran altitud o maratones, puede inducir experiencias fuera del cuerpo. Pueden experimentar bilocación, experimentando al mismo tiempo puntos de referencia visual desde la tierra y desde el aire.

### Inducidas
Las experiencias extracorporales pueden ser provocadas premeditadamente a través de numerosas técnicas, ejemplos de los cuales están ampliamente disponibles en muchos libros de divulgación sobre el tema.

#### Inducción mental
- Quedarse dormido físicamente, sin perder la vigilia. "Mente despierta, cuerpo dormido"[30] describe el estado ampliamente sugerido como una de las causas que pueden provocar una EFC, ya sean voluntarias o espontáneas. Nikola Tesla utilizaba este estado para resolver problemas mientras trabajaba en sus inventos. Apoyaba un dólar de plata sobre su cabeza mientras estaba sentado con un cubo de metal en una silla. A medida que quedaba dormido, la moneda caía estrepitosamente en el cubo, restaurando su estado de alerta.[31]

El pionero de las EFC Sylvan Muldoon utilizaba un método más simple, manteniendo el antebrazo en posición vertical en la cama como el objeto que cae.
Salvador Dalí usaba otro método similar, denominado método paranoico-crítico, para obtener las extrañas visiones que inspiraron sus obras.
Deambular deliberadamente entre estados intermedios de sueño y vigilia puede provocar también episodios espontáneos de trance en el inicio del sueño, que son en última instancia muy útiles para inducir una EFC.
Al aproximarse a estados próximos al sueño mediante métodos sofrológicos, llega un momento en que se siente que uno «se desliza» sin perder la vigilia. Este deslizamiento se informa como una necesidad de salir del cuerpo físico. Algunos consideran que la relajación progresiva es una forma pasiva de privación sensorial.
- Despertar mental, pero no físico. Esta técnica se logra a través de la práctica de los sueños lúcidos. Una vez dentro de un sueño lúcido, el soñador o bien orienta la temática y transcurso del sueño en una dirección voluntaria, o una súbita EFC destierra por completo las imágenes del sueño accediendo de este modo al estado subyacente de la parálisis del sueño, ideal para provocar la separación del cuerpo.

- Trance profundo, meditación y visualización. A través de varios tipos de visualizaciones, como imaginar que se sube por una cuerda para «salir» de su cuerpo, flotando fuera de su cuerpo, recibiendo sonidos de interferencias, y otros enfoques similares. Esta técnica se considera difícil de usar para personas que no pueden relajarse adecuadamente. Un ejemplo es la popular técnica «cuerpo de luz» de la Orden Hermética del Alba Dorada.[35]

#### Inducción mecánica
- Sincronización de ondas cerebrales a través estimulación audiovisual. Las ondas binaurales se pueden utilizar para inducir frecuencias específicas de ondas cerebrales,[36] sobre todo las relacionadas con los estados de sueño/vigilia. Según el Instituto Monroe, la inducción con ondas binaurales de 4 hercios se mostró efectiva para inducir EFC,[37] y algunos autores consideran que estas ondas son eficaces para iniciar una EFC cuando se utilizan combinadas con otras técnicas.[38][39]

Asimismo, son eficaces técnicas como la introducción simultánea de frecuencias beta asociadas a estados de vigilia (detectables en el cerebro de individuos normales y relajados despiertos). Otra tecnología popular utiliza pulsos de ondas sinusoidales para obtener resultados similares, y los tambores que acompañan las ceremonias religiosas de los nativos americanos también se cree que provocan estados de mayor receptividad para el acceso a estados modificados de consciencia.[cita requerida]
- Estimulación magnética del cerebro, como en el "casco de Dios", desarrollado por Michael Persinger.[cita requerida]

- Estimulación eléctrica del cerebro, en particular la unión temporoparietal (Véase el estudio de Blanke más abajo).

- Privación sensorial. Este enfoque tiene como objetivo fomentar la desorientación intensa por la eliminación de referencias espacio-temporales. Los tanques de flotación o estimulación con ruido rosa a través de auriculares a menudo se emplean para este fin.[cita requerida]

- Sobrecarga sensorial, lo contrario de la privación sensorial. Se puede sacudir al sujeto, por ejemplo, durante mucho en un diseño especial de cuna, o someterlo a fuentes de luz como forma de tortura, para hacer que el cerebro desconecte de toda la información sensorial. Ambas condiciones tienden a causar confusión y desorientación, que a menudo permiten al sujeto experimentar vívidas y etéreas experiencias fuera del cuerpo. Esto tiende a ocurrir cuando el sujeto cree que está en una posición determinada, mientras que su cuerpo real o bien se mecía en una cuna de forma activa, o estaba acostado. La conciencia de repente se transfiere al cuerpo mental.[cita requerida]

#### Inducción química
- Las EFC inducida mediante el uso de drogas se suele considerar como alucinaciones (es decir, puramente subjetivas), incluso por aquellos que consideran por lo general el fenómeno como objetivo. Hay varios tipos de medicamentos que pueden iniciar una EFC, sobre todo drogas disociativas alucinógenas como la ketamina, el dextrometorfano (DXM o DM), y la fenciclidina (PCP). También se han relatado experiencias extracorpóreas bajo la influencia de drogas psicodélicas como la dimetiltriptamina (DMT), que contiene la ayahuasca. La salvia divinorum se conoce también por producir síntomas como salir de su cuerpo y "viajar" a muchos lugares a la vez. Muchos psiconautas también afirman que sienten como si su alma saliera del cuerpo.

- La metanfetamina también se conoce como promotora de EFC, no en sí misma, sino por la falta de sueño. Hay registro de experiencias donde la persona siente que hablan por encima y por detrás de ella y, estando bajo la influencia de la droga, no tiene ni idea de lo que está sucediendo.

- El nootrópico galantamina puede aumentar las probabilidades de éxito cuando se utiliza junto técnicas inductorias de sueño lúcido.[40][41][42]

## Fenomenología

### Percepciones del medio ambiente
Robert Monroe clasifica las EFC en 2 tipos, «locales 1» y «locales 2»:[cita requerida]
- Locales 1: el medio ambiente es en gran medida coincidente y consistente con la realidad; otras etiquetas comúnmente utilizadas para describir este tipo de EFC son proyecciones etéricas, etéreas o RTZ (Zona en Tiempo Real). La aparición de una experiencia de este tipo puede ser aterradora, con intensas sensaciones fisiológicas, como cosquilleo eléctrico, vibraciones del cuerpo completo y taquicardias. La confusión mental es común en las experiencias espontáneas locales 1; la persona puede creer que ha despertado o que ha muerto, y el pánico puede ser causado por la constatación de que los propios miembros del cuerpo parecen estar penetrando en otros objetos.

- Locales 2: son menos abiertamente físicas en su naturaleza y se solapan subjetivamente con sueños lúcidos. El sujeto se halla inmerso en mundos irreales, formas modificadas de la realidad y con características físicamente imposibles o inconsistentes. Los colores brillantes y vivos son una característica común de esta forma.

### Progresión
En las encuestas, el 45 % de los encuestados relatan oír ruidos fuertes, durante el inicio de la EFC.
Un esquema de EFC clásico se desarrolla a través de varias etapas perceptualmente distintas.
- fase de espera: la interacción consciente con el medio ambiente físico cesa; la atención está en otra parte, con los estímulos sensoriales desactivados; el cuerpo está en modo piloto automático; el estado de sueño es un ejemplo de esta etapa.

- fase cataléptica: con ausencia de la capacidad de realizar movimientos voluntarios, típica de la parálisis del sueño.[47]

Aparece de manera repentina percepciones alternativas tales como intensas vibraciones, algunas veces se siente hormigueos en algunas partes del cuerpo, ruidos y visión con los párpados cerrados.
- etapa de separación: con esfuerzo, la perspectiva de percepción varía en relación con la ubicación del cuerpo físico; caracterizada por una intensa sensación, el resistirse a la salida del cuerpo puede impedir la progresión.[49][50]

- etapa de libre circulación: más allá de un radio determinado, el movimiento se hace sin obstáculos,[51] con un control cada vez mayor; la claridad visual y mental puede variar enormemente, desde apenas funcional a excepcional.

- etapa de reingreso: aparece la necesidad de volver, dando lugar a la revocación voluntaria o involuntaria, que es extremadamente rápida y súbita; también puede ocurrir una transición a la vigilia o al sueño.

### Fin de las percepciones
Las EFC pueden estar seguidas por otras experiencias que son relatadas tan reales como las sensaciones propias de las EFC. Alternativamente, el sujeto puede desvanecerse en un estado de ensoñación, o pueden despertar por completo. Las EFC a veces terminan bruscamente debido a una sensación de miedo por pensar que están yendo "demasiado lejos" fuera del cuerpo. Muchos terminan con una sensación repentina de "crujido" y, a veces un "tirón" que les empuja de nuevo hacia sus cuerpos, y algunos afirman que incluso sienten algo parecido a ser succionados. La mayoría describe el final de la experiencia diciendo: "entonces me desperté". Sin embargo, algunos informan que vuelven al cuerpo físico plenamente conscientes. La transición desde el "cuerpo astral" hacia el cuerpo físico ha sido comparado con el uso de una cámara que desenfoca lentamente un objeto distante (el cuerpo astral), mientras que vuelven a centrarse en uno mucho más cercano (el cuerpo físico). El objeto distante es desdibujado en un primer momento y, finalmente, desaparece por completo cuando el nuevo objeto aparece en el enfoque.[cita requerida]

### Fenomenología de las experiencias cercanas a la muerte
La fenomenología de las experiencias cercanas a la muerte (ECM) por lo general incluye otros factores psicológicos y trascendentales, más allá de los típicos que habría que considerar en una EFC (Parnia, Waller, Yeates y Fenwick, 2001). Las experiencias cercana a la muerte (ECM) pueden incluir salida del cuerpo físico, visiones de parientes fallecidos y sentimientos de trascendencia del ego y de los límites espacio-temporales.
Por lo general la experiencia incluye factores tales como: sensación de estar muerto, sentimientos de paz y ausencia de dolor; audición de sonidos no-físicos, experiencias fuera del cuerpo, experiencia del túnel de luz (sensación de moverse hacia arriba o a través de un pasadizo estrecho); encuentro con la luz, encuentro con un ser superior, guías espirituales, o entidades similares; "revisión de la vida", y renuencia a volver a la vida.